# Hylemera puella
Hylemera puella är en fjärilsart som beskrevs av Butler 1879. Hylemera puella ingår i släktet Hylemera och familjen mätare. Inga underarter finns listade i Catalogue of Life.